# Hans Blix
Hans Blix Martin (n. 28 iunie 1928, Uppsala, Uppsala län, Suedia) este un politician și diplomat suedez notoriu în lumea întreagă prin faptul că, fiind directorul general al Agenției Internaționale pentru Energie Atomică între 1981 și 1997, a infirmat existența armei nucleare în Irak, intrând astfel într-un grav conflict cu administrația americană.
A fost ministru de externe al Suediei din 1978 până în 1979 și în 1981 a devenit șeful Agenției Internaționale pentru Energie Atomică. Ca atare, Blix a fost primul reprezentant occidental care a inspectat consecințelor catastrofei de la Cernobîl în Uniunea Sovietică. Blix a fost, de asemenea, șeful Comisiei ONU de Supraveghere, Verificare și Inspecție din martie 2000 până în iunie 2003, când a fost urmat de Dimitris Perrikos. În 2002, Comisia s-a deplasat în Irak pentru a căuta arme de distrugere în masă dar, în cele din urmă, nu a găsit nici una. 

## Șeful Agenției Internaționale pentru Energie Atomică (1981-1997)
A devenit Director General al Agenției Internaționale pentru Energie Atomică între 1981 și 1997, după Sigvard Eklund.
Personal, a făcut vizite de inspecție repetate la reactorul nuclear irakian Osiraq înainte de tentativa de distrugere de către iranieni, în 1980, și eventuala distrugere de către aviația israeliană în 1981, în timpul Operațiunii Opera.         Deși majoritatea observatorilor au fost de acord că Irakului i-ar mai fi trebuit mulți ani înainte de a fi capabil să construiască o armă nucleară, iranienii și israelienii au considerat că un atac ar fi putut avea loc, folosind arme de distrugere în masă, cu mult înainte de obținerea de carburant sau de energie nucleară. Atacarea de către israelieni și iranieni a fost considerată o încălcare a Cartei Națiunilor Unite și a dreptului internațional și a fost condamnat pe scară largă. 
Un alt eveniment important în timpul său ca șef al AIEA a fost cel de la Cernobîl din 26 aprilie 1986, un accident nuclear evaluat la nivelul 7 pe Scara Internațională a Evenimentelor Nucleare.